# 吉田研介
吉田 研介（よしだ けんすけ、1938年4月24日 - ）は、日本の建築家。吉田研介建築設計室　ASJ登録建築家。東海大学教授を歴任。東京都生まれ。
1962年、早稲田大学第一理工学部建築学科卒業。1962年、竹中工務店設計部入社。1965年、多摩美術大学非常勤講師。1966年、早稲田大学大学院理工学研究科建設工学専攻修士課程修了。1967年、東海大学工学部建築学科に赴任。1968年に吉田研介建築設計室開設。
国立競技場のザハ・ハディド案について、計画白紙化以前の2015年7月4日、「コンペ当選案のまま、あの伸びのある姿のまま建てるように国をあげて、建築界をあげて応援すべきだった」という見解を示した。

## 著書
- 建築実施図面作成のドローイングテクニック （編著 ・ 東京： 彰国社,1999年）
- 建築設計課題のプレゼンテーションテクニック（著 彰国社, 1989年/建築知識別冊・建築ノート1・デザインテクニック（1979年）*住まいの図集住まいづくりの知恵ぶくろ（彰国社、住まいの図集、1984、前田維史と共著）
- 『住宅の仕事NO.01白の数寄屋』-吉田研介40年40作住宅の仕事(2009年)
- 建築家への道（編、TOTO出版、1997)
- 建築家の住宅論、建築設計競技選集1（メイセイ出版、共著）
- 現代建築学 設計製図(鹿島出版会/現代建築学シリーズ)他多数。